# マイ・ワールド〜アヴリル・ラヴィーン・ライヴ〜
『マイ・ワールド〜アヴリル・ラヴィーン・ライヴ〜』（Avril Lavigne: My World）は、アヴリル・ラヴィーンの初のライブ・アルバム及びライブ映像作品。2003年11月6日にアリスタ・レコードから発売された。
日本では2003年11月12日にBMGファンハウス（規格品番：BVBA-21028）から発売された。2007年11月21日に期間限定生産盤（規格品番：BVBM-31069）が発売された。ポスターのキャッチコピーは「誰もアヴリルを止められない!」。

## 概要
ヨーロッパ、アメリカ、そして日本でのワールド・ツアー「トライ・トゥ・シャット・ミー・アップ・ツアー（Try To Shut Me Up Tour）」のライブ映像、ニューヨーク州バッファローでのライブ映像、ツアー中のオフステージ・シーン、フォト・ギャラリー、ミュージック・ビデオ集などを完全収録した日本語字幕付きDVD(片面2層)とライブ音源など6曲を収録したボーナスCDの2枚を同梱する形態でリリースされた。

## 収録内容

### DVD
- トライ・トゥ・シャット・ミー・アップ・ツアー

1. スケ8ター・ボーイ [3:59]
2. ノーバディーズ・フール [4:01]
3. モバイル [3:47]
4. エニシング・バット・オーディナリー [4:10]
5. ルージング・グリップ [5:04]
6. ネイキッド [3:26]
7. トゥー・マッチ・トゥ・アスク [4:14]
8. アイ・ドント・ギヴ [4:25]
9. バスケットケース [3:41]
10. マイ・ワールド [4:03]
11. アイム・ウィズ・ユー [3:45]
12. コンプリケイテッド [6:02]
13. アンウォンテッド [4:49]
14. トゥモロウ [4:00]
15. 天国への扉 [3:47]
16. シングス・アイル・ネヴァー・セイ [5:22]

- アヴリルズ・カット〜ビハインド・ザ・シーンズ・フィーチャレット [38:51]
- アウトテイク集 [2:17]
- フォト・ギャラリー
- ミュージック・ビデオ集

1. コンプリケイテッド [4:13]
2. アイム・ウィズ・ユー [3:44]
3. 天国への扉 [2:48]
4. ルージング・グリップ [3:54]
5. スケ8ター・ボーイ [3:38]

### ボーナスCD
1. フュール (ライヴ) [3:36]
2. バスケットケース (ライヴ) [3:04]
3. アンウォンテッド (ライヴ) [4:20]
4. スケ8ター・ボーイ (ライヴ) [4:10]
5. 天国への扉 (ライヴ) [3:08]
6. ホワイ [3:59]

## 受賞
| 年     | 授賞       | 賞              | 成績       |
| ------ | ---------- | --------------- | ---------- |
| 2004年 | ジュノー賞 | 年間最優秀DVD賞 | ノミネート |